# اوشچنا (استان پومرانی)
اوشچنا (به لهستانی:  Osieczna) یک روستا در لهستان است که در گمینا اوشچنا (استان پومرانی) واقع شده‌است.
 اوشچنا  ۸۳۰ نفر جمعیت دارد.